# Tour Bailar el Viento
Tour Bailar el Viento es el nombre de la nueva gira de conciertos del cantante Manuel Carrasco, enmarcado dentro de la promoción su nuevo disco Bailar el Viento. El día 1 de diciembre, la gira fue galardonada con el premio a mejor gira de LOS40 Music Awards, además de alzarse con un Premio Ondas como mejor espectáculo también.
En marzo de 2017, se confirmó el nuevo lleno del artista para su concierto en junio en Madrid, presentando una nueva fecha en septiembre en la Plaza de Toros de Las Ventas. Este concierto supondrá el broche final a la gira en España, por lo que se ha anunciado como "El último baile". El 13 de septiembre, apenas 2 días antes de la celebración del mismo, este fue reubicado en Rivas-Vaciamadrid ante la negativa de los permisos para actuar en el coso de la capital.

## Fechas
| Fecha                    | Ciudad                     | País       | Recinto                              |
| ------------------------ | -------------------------- | ---------- | ------------------------------------ |
| 6 de febrero de 2016     | Almería                    | España     | Auditorio Maestro Padilla            |
| 13 de febrero de 2016    | Valladolid                 | España     | Auditorio Miguel Delibes             |
| 21 de febrero de 2016    | Sevilla                    | España     | FIBES                                |
| 26 de febrero de 2016    | Valencia                   | España     | Palau de les Arts                    |
| 5 de marzo de 2016       | Palma de Mallorca          | España     | Teatro Trui                          |
| 12 de marzo de 2016      | Gijón                      | España     | Teatro La Laboral                    |
| 8 de abril de 2016       | Granada                    | España     | Palacio Municipal de los Deportes    |
| 9 de abril de 2016       | Jerez de la Frontera       | España     | Palacio de los Deportes "Chapín"     |
| 13 de abril de 2016      | Barcelona                  | España     | Gran Teatro del Liceu                |
| 16 de abril de 2016      | Murcia                     | España     | Auditorio Parque Fofó                |
| 23 de abril de 2016      | Zaragoza                   | España     | Sala Mozart                          |
| 27 de abril de 2016      | Barcelona                  | España     | Gran Teatro del Liceu                |
| 28 de abril de 2016      | Madrid                     | España     | Palacio de los Deportes              |
| 30 de abril de 2016      | Málaga                     | España     | MAC Palacio de Ferias y Congresos    |
| 6 de mayo de 2016        | Salamanca                  | España     | Multiusos Sánchez Paraíso            |
| 14 de mayo de 2016       | Córdoba                    | España     | Plaza de Toros Los Califas           |
| 19 de mayo de 2016       | Barcelona                  | España     | Gran Teatro del Liceu                |
| 21 de mayo de 2016       | Santiago de Compostela     | España     | Palacio de Congresos                 |
| 27 de mayo de 2016       | San Sebastián              | España     | Auditorio Kursaal                    |
| 28 de mayo de 2016       | Bilbao                     | España     | Palacio Euskalduna                   |
| 29 de mayo de 2016       | Pamplona                   | España     | Auditorio Baluarte                   |
| 11 de junio de 2016      | Sevilla                    | España     | Estadio Olímpico de La Cartuja       |
| 17 de junio de 2016      | Las Palmas de Gran Canaria | España     | Anexo Gran Canaria Arena             |
| 18 de junio de 2016      | Santa Cruz de Tenerife     | España     | Auditorio Adán Martín                |
| 22 de junio de 2016      | Valencia                   | España     | Plaza de Toros de Valencia           |
| 8 de julio de 2016       | Ceuta                      | España     | Murallas Reales                      |
| 10 de julio de 2016      | El Puerto de Santa María   | España     | Real Plaza de Toros                  |
| 14 de julio de 2016      | Santurce                   | España     |                                      |
| 16 de julio de 2016      | Huelva                     | España     | Estadio Iberoamericano               |
| 23 de julio de 2016      | Ávila                      | España     | Plaza de Toros de Ávila              |
| 24 de julio de 2016      | Santander                  | España     | Campa de la Magdalena                |
| 28 de julio de 2016      | Madrid                     | España     | Teatro Real                          |
| 2 de agosto de 2016      | Calella de Palafrugell     | España     | Festival de Cap Roig                 |
| 3 de agosto de 2016      | Tarragona                  | España     | Campo de Mart                        |
| 6 de agosto de 2016      | Roquetas de Mar            | España     | Plaza de Toros de Roquetas           |
| 10 de agosto de 2016     | Almuñécar                  | España     | Estadio Municipal F. Bonet           |
| 11 de agosto de 2016     | Málaga                     | España     | Auditorio Municipal                  |
| 13 de agosto de 2016     | Algeciras                  | España     | Plaza de Toros Las Palomas           |
| 18 de agosto de 2016     | Punta Umbría               | España     | Polideportivo A. Gil Hernández       |
| 20 de agosto de 2016     | Alicante                   | España     | Plaza de Toros de Alicante           |
| 22 de agosto de 2016     | Alcalá de Henares          | España     | Auditorio del Patrimonio             |
| 27 de agosto de 2016     | Linares                    | España     | Antiguo Recinto Estación de Madrid   |
| 9 de septiembre de 2016  | Albacete                   | España     | Caseta de los Jardinillos            |
| 11 de septiembre de 2016 | Ubrique                    | España     | Plaza de Toros de Ubrique            |
| 16 de septiembre de 2016 | Mérida                     | España     | Teatro Romano de Mérida              |
| 23 de septiembre de 2016 | Murcia                     | España     | Plaza de Toros La Condomina          |
| 27 de octubre de 2016    | Gerona                     | España     | Auditorio de Girona                  |
| 29 de octubre de 2016    | Logroño                    | España     | Riojaforum                           |
| 4 de noviembre de 2016   | Buenos Aires               | Argentina  | Teatro Ópera Allianz                 |
| 28 de diciembre de 2016  | Barcelona                  | España     | Palau Sant Jordi                     |
| 29 de marzo de 2017      | Madrid                     | España     | Teatro Barceló                       |
| 20 de mayo de 2017       | Jaén                       | España     | IFEJA                                |
| 29 de junio de 2017      | Madrid                     | España     | Palacio de Deportes                  |
| 1 de julio de 2017       | Pozoblanco                 | España     | Campo de Golf de Pozoblanco          |
| 21 de julio de 2017      | Marbella                   | España     | Festival Starlite                    |
| 28 de julio de 2017      | Almería                    | España     | Zona de Conciertos del Ferial        |
| 29 de julio de 2017      | Cádiz                      | España     | Puerto de Cádiz                      |
| 3 de agosto de 2017      | Santander                  | España     | Palacio de los Deportes              |
| 5 de agosto de 2017      | Gandía                     | España     | Playa del Grau                       |
| 12 de agosto de 2017     | Cambrils                   | España     | Parque del Pinaret                   |
| 15 de agosto de 2017     | La Laguna                  | España     | Pabellón de Deportes Santiago Martín |
| 18 de agosto de 2017     | Ciudad Real                | España     | Campo de Golf de Larache             |
| 25 de agosto de 2017     | Marbella                   | España     | Festival Starlite                    |
| 26 de agosto de 2017     | Isla Cristina              | España     | Recinto Ferial El Carmen             |
| 2 de septiembre de 2017  | Mérida                     | España     | Albergue Juvenil El Prado            |
| 8 de septiembre de 2017  | Zaragoza                   | España     | Sala Multiusos del Auditorio         |
| 13 de septiembre de 2017 | Andorra la Vieja           | Andorra    | Polideportivo de Gobierno de Andorra |
| 15 de septiembre de 2017 | Rivas-Vaciamadrid          | España     | Auditorio Miguel Ríos                |
| 13 de octubre de 2017    | San José                   | Costa Rica | Teatro Auditorio Nacional            |
| 19 de octubre de 2017    | Mendoza                    | Argentina  | Auditorio Bustelo                    |
| 20 de octubre de 2017    | Córdoba                    | Argentina  | Quality Espacio                      |
| 21 de octubre de 2017    | Santiago de Chile          | Chile      | Teatro Oriente                       |
| 26 de octubre de 2017    | Montevideo                 | Uruguay    | Teatro El Galpón                     |
| 27 de octubre de 2017    | Buenos Aires               | Argentina  | Teatro Gran Rex                      |
| 1 de noviembre de 2017   | Ciudad de México           | México     | El Plaza Condesa                     |

## Conciertos no celebrados
A continuación se pueden ver los conciertos suspendidos de la gira, con la correspondiente razón.
| Fecha                    | Ciudad           | País   | Recinto                      | Motivo de cancelación       | Estado                          |
| ------------------------ | ---------------- | ------ | ---------------------------- | --------------------------- | ------------------------------- |
| 15 de septiembre de 2017 | Madrid           | España | Plaza de Toros de Las Ventas | Recinto no apto             | Reprogramado (15 de septiembre) |
| 12 de octubre de 2017    | Ciudad de México | México | El Plaza Condesa             | Terremoto de Puebla de 2017 | Reprogramado (1 de noviembre)   |